# 不可能的任務 (電影系列)
《不可能的任務》（英語：Mission: Impossible）電影系列是一个美國間諜動作片系列，根據電視影集改編而成。汤姆·克鲁斯飾演主角伊森·韓特。該系列由多位電影製片人和劇組人員執導、編劇和配樂，同時融入了拉羅·西夫林的系列音樂主題。
該系列自1996年開始（故事發生在《新虎膽妙算》事件六年後），講述由韓特領導下的不可能任務情報局（IMF）的任務，如何承受不同的壓力和利益衝突，執行各種困難的任務。該劇以亨特的角色為重點，與電視劇結構一樣，也有大量演員作為系列的常設角色，例如路德·史提寇（文·瑞姆斯飾演）和班吉·鄧恩（西蒙·佩吉飾演）等反復出現的角色。
該系列受到評論家和觀眾的積極評價。它是有史以來票房收入第18位的電影系列，全球票房收入超過36億美元。同時，該系列也經常被認為是迄今為止最好的動作系列電影之一。第六部電影《不可能的任務：全面瓦解》，於2018年7月27日上映，目前是該系列票房最高的電影。第七和第八部電影共分為兩部長篇作品，標題為《致命清算》以及《最終清算》。第一部於2023年7月上映，第二部於2025年5月上映。兩部電影由派拉蒙影業聯合製作和發行。

## 電影
| 電影                       | 美國上映日     | 導演              | 劇本                                       | 故事                                       | 製片人                                                                      |
| -------------------------- | -------------- | ----------------- | ------------------------------------------ | ------------------------------------------ | --------------------------------------------------------------------------- |
| 《不可能的任務》           | 1996年5月22日  | 布萊恩·狄帕瑪     | 大衛·柯普和勞勃·湯恩                       | 大衛·柯普和史蒂芬·柴里安                   | 湯姆·克魯斯和寶拉·瓦格納                                                    |
| 《不可能的任務2》          | 2000年5月24日  | 吳宇森            | 勞勃·湯恩                                  | 羅納德·D·摩爾和布藍儂·布拉加               | 湯姆·克魯斯和寶拉·瓦格納                                                    |
| 《不可能的任務3》          | 2006年5月5日   | J·J·亞伯拉罕      | 艾力克斯·寇茲曼、羅柏托·奧契和J·J·亞伯拉罕 | 艾力克斯·寇茲曼、羅柏托·奧契和J·J·亞伯拉罕 | 湯姆·克魯斯和寶拉·瓦格納                                                    |
| 《不可能的任務：鬼影行動》 | 2011年12月16日 | 布萊德·博德       | 喬希·阿貝爾鮑姆和安德烈·美克               | 喬希·阿貝爾鮑姆和安德烈·美克               | 湯姆·克魯斯、J·J·亞伯拉罕和布萊恩·柏克                                      |
| 《不可能的任務：失控國度》 | 2015年7月31日  | 克里斯多福·麥奎里 | 克里斯多福·麥奎里                          | 克里斯多福·麥奎里和德魯·皮爾斯             | 湯姆·克魯斯、J·J·亞伯拉罕、布萊恩·柏克、大衛·艾里森、達娜·高伯格和唐·格蘭傑 |
| 《不可能的任務：全面瓦解》 | 2018年7月27日  | 克里斯多福·麥奎里 | 克里斯多福·麥奎里                          | 克里斯多福·麥奎里                          | 湯姆·克魯斯、J·J·亞伯拉罕、克里斯多福·麥奎里和傑克·邁爾斯                   |
| 《不可能的任務：致命清算》 | 2023年7月12日  | 克里斯多福·麥奎里 | 克里斯多福·麥奎里                          | 克里斯多福·麥奎里                          | 湯姆·克魯斯、克里斯多福·麥奎里、大衛·艾里森和傑克·邁爾斯                    |
| 《不可能的任務：最終清算》 | 2025年5月23日  | 克里斯多福·麥奎里 | 克里斯多福·麥奎里                          | 克里斯多福·麥奎里                          | 湯姆·克魯斯、克里斯多福·麥奎里、大衛·艾里森和傑克·邁爾斯                    |

### 《不可能的任務》（1996）
不可能任務情報局（IMF）的一支小隊在布拉格執行任務時發生差錯導致全滅，只有伊森·韓特一人殘存，他因而被誣指為叛徒。為了洗刷冤屈，伊森只能突破自己人的重重追殺，直搗中央情報局（CIA）總部揪出真正的主謀者。

### 《不可能的任務2》（2000）
IMF賦與伊森·韓特奪回病毒與解藥的任務，伊森必須率領小隊阻止肖恩·安布羅斯將病毒擴散出去。

### 《不可能的任務3》（2006）
已遠離任務、轉任教官的伊森·韓特，得知自己教導過的新人琳賽·菲瑞斯在監視軍火販子歐文·戴維恩的任務中失敗被捕。伊森決定復出營救學生，並取回關於戴維恩的重要情報。

### 《不可能的任務：鬼影行動》（2011）
伊森·韓特潛入俄國克里姆林宮竊取代號「鈷藍」的資料時，克里姆林宮竟發生爆炸，美俄關係陷入危機。總統啟動「鬼影行動」，徹底否認IMF的存在並放棄在俄人員。在失去了IMF及所有資源的險惡情況下，伊森必須躲避俄國特務的追捕，自行找出洗清罪名的方法，更要阻止「鈷藍」柯特·亨瑞克斯企圖引發美俄兩國之間的核戰爭。

### 《不可能的任務：失控國度》（2015）
伊森·韓特發現他長期追查由各國叛逃間諜組成的神秘組織「辛迪加」真實存在，並準備在全球利用一連串暗殺行動和化學武器攻擊引發恐慌，瓦解現代文明的基礎。然而CIA早就不滿IMF的作風，以克里姆林宮爆炸事件為由，說服參議院解散IMF，伊森更被列為頭號通緝犯。再度失去IMF的伊森只好滿世界逃跑，躲避CIA追捕的同時調查辛迪加的情報。

### 《不可能的任務：全面瓦解》（2018）
伊森·韓特在執行取回鈽元素的任務時，為了保存路德的性命而失敗。就在他整裝待發，欲再次執行任務之際，中情局送來一名頂尖特務奧古斯特·沃克並要求隨行才允許執行任務。在執行任務的過程中，伊森·韓特裝扮成約翰·拉克前去與白寡婦交易，沒想到卻又再次與伊爾莎與連恩扯上關係，並且被誣陷讓中情局認為他就是真正的約翰·拉克，伊森只好再次滿世界逃跑並與他的小組成員們共同追查真正的約翰·拉克及鈽元素的下落。

### 《不可能的任務：致命清算》（2023）
不可能任务情报局（IMF）团队这次要完成他们迄今为止最困难的任务：阻止一件威胁著全人类的名叫「生存體」（Entity）的危险武器落入蓋布瑞的手中。然而，因为亨特认为「生存體」必须被消灭，于是再次脱离任务指示，遭到贾斯珀·布里格斯率领的特工和自己老对手盖布瑞带领的神秘组织双面夹击。职业扒手格蕾丝因受白寡妇指使偷窃武器的钥匙也卷入了其中。

### 《不可能的任務：最終清算》（2025）
韓特拿到了鑰匙之後，準備動身前往潛水艇，沒想反派蓋布瑞挾持了路得，搞得韓特只能讓路得犧牲。途中大風大浪，但在葛莉絲和班吉跟團隊的幫助下，阻止了核戰，且和AI達成了共識。

## 演員與角色
| 角色                                                      | 電影                    | 電影          | 電影          | 電影                    | 電影                   | 電影                   | 電影                   | 電影                   |
| 角色                                                      | 不可能的任務            | 不可能的任務2 | 不可能的任務3 | 不可能的任務：鬼影行動  | 不可能的任務：失控國度 | 不可能的任務：全面瓦解 | 不可能的任務：致命清算 | 不可能的任務：最終清算 |
| --------------------------------------------------------- | ----------------------- | ------------- | ------------- | ----------------------- | ---------------------- | ---------------------- | ---------------------- | ---------------------- |
| 伊森·韓特 Ethan Hunt                                      | 湯姆·克魯斯             | 湯姆·克魯斯   | 湯姆·克魯斯   | 湯姆·克魯斯             | 湯姆·克魯斯            | 湯姆·克魯斯            | 湯姆·克魯斯            | 湯姆·克魯斯            |
| 路德·史提寇 Luther Sticke                                 | 文·雷姆斯               | 文·雷姆斯     | 文·雷姆斯     | 文·雷姆斯（客串）       | 文·雷姆斯              | 文·雷姆斯              | 文·雷姆斯              | 文·雷姆斯              |
| 尤金·基特里奇 Eugene Kittridge                            | 亨利·科澤尼             |               |               |                         |                        |                        | 亨利·科澤尼            | 亨利·科澤尼            |
| 威廉·唐洛 William Donloe                                  | 羅夫·薩克森             |               |               |                         |                        |                        |                        | 羅夫·薩克森            |
| 聯係方式 The Contact                                      | 安德烈亞斯·維斯涅夫斯基 |               |               | 安德烈亞斯·維斯涅夫斯基 |                        |                        |                        |                        |
| 班吉·鄧恩 Benji Dunn                                      |                         |               | 賽門·佩吉     | 賽門·佩吉               | 賽門·佩吉              | 賽門·佩吉              | 賽門·佩吉              | 賽門·佩吉              |
| 茱莉亞·米德 Julia Meade                                   |                         |               | 蜜雪兒·摩納漢 | 蜜雪兒·摩納漢（客串）   |                        | 蜜雪兒·摩納漢          |                        |                        |
| 威廉·布蘭特 William Brandt                                |                         |               |               | 傑瑞米·雷納             | 傑瑞米·雷納            |                        |                        |                        |
| 伊爾莎·佛斯特 Ilsa Faust                                  |                         |               |               |                         | 蕾貝卡·弗格森          | 蕾貝卡·弗格森          | 蕾貝卡·弗格森          |                        |
| 所羅門·連恩 Solomon Lane                                  |                         |               |               |                         | 西恩·哈里斯            | 西恩·哈里斯            |                        |                        |
| 艾倫·杭利 Alan Hunley                                     |                         |               |               |                         | 亞歷·鮑德溫            | 亞歷·鮑德溫            |                        |                        |
| 艾蘭娜·米索波里斯 白寡婦 Alanna Mitsopoli The White Widow |                         |               |               |                         |                        | 凡妮莎·寇比            | 凡妮莎·寇比            |                        |
| 索拉·米索波里斯 Zola Mitsopolis                           |                         |               |               |                         |                        | 佛德瑞克·施密特        | 佛德瑞克·施密特        |                        |
| 艾莉卡·史隆 Erica Sloane                                  |                         |               |               |                         |                        | 安琪拉·貝瑟            |                        | 安琪拉·貝瑟            |
| 葛莉絲 Grace                                              |                         |               |               |                         |                        |                        | 海莉·艾特沃            | 海莉·艾特沃            |
| 賈斯珀·布里格斯 Jasper Briggs                             |                         |               |               |                         |                        |                        | 希亞·溫漢              | 希亞·溫漢              |
| 蓋布瑞 Gabriel                                            |                         |               |               |                         |                        |                        | 伊沙·摩路斯            | 伊沙·摩路斯            |
| 派瑞絲 Paris                                              |                         |               |               |                         |                        |                        | 龐·克萊門捷夫          | 龐·克萊門捷夫          |

## 迴響

### 評價
| 電影                       | Rotten Tomatoes | Metacritic    | CinemaScore |
| -------------------------- | --------------- | ------------- | ----------- |
| 《不可能的任務》           | 63% (57篇評論)  | 59 (29篇評論) | B+          |
| 《不可能的任務2》          | 57% (148篇評論) | 59 (40篇評論) | B           |
| 《不可能的任務3》          | 70% (221篇評論) | 66 (42篇評論) | A−          |
| 《不可能的任務：鬼影行動》 | 93% (242篇評論) | 73 (47篇評論) | A−          |
| 《不可能的任務：失控國度》 | 93% (311篇評論) | 75 (46篇評論) | A−          |
| 《不可能的任務：全面瓦解》 | 97% (413篇評論) | 86 (60篇評論) | A           |
| 《不可能的任務：致命清算》 | 97% (435篇評論) | 81 (66篇評論) | A           |
| 《不可能的任務：最终清算》 | 80% (389篇評論) | 67 (57篇評論) | A−          |

### 票房成績
| 電影                       | 美國上映日     | 預算        | 票房收入    | 票房收入    | 票房收入    | 參考   |
| 電影                       | 美國上映日     | 預算        | 北美        | 其他地區    | 全球        | 參考   |
| -------------------------- | -------------- | ----------- | ----------- | ----------- | ----------- | ------ |
| 《不可能的任務》           | 1996年5月22日  | 8000萬美元  | 1.8億美元   | 2.76億美元  | 4.57億美元  | [ 20 ] |
| 《不可能的任務2》          | 2000年5月24日  | 1.25億美元  | 2.15億美元  | 3.3億美元   | 5.46億美元  | [ 21 ] |
| 《不可能的任務3》          | 2006年5月5日   | 1.5億美元   | 1.34億美元  | 2.63億美元  | 3.97億美元  | [ 22 ] |
| 《不可能的任務：鬼影行動》 | 2011年12月16日 | 1.45億美元  | 2.09億美元  | 4.85億美元  | 6.94億美元  | [ 23 ] |
| 《不可能的任務：失控國度》 | 2015年7月31日  | 1.5億美元   | 1.95億美元  | 4.87億美元  | 6.82億美元  | [ 24 ] |
| 《不可能的任務：全面瓦解》 | 2018年7月27日  | 1.78億美元  | 2.2億美元   | 5.7億美元   | 7.91億美元  | [ 25 ] |
| 《不可能的任務：致命清算》 | 2023年7月12日  | 2.91億美元  | 1.72億美元  | 3.95億美元  | 5.67億美元  | [ 26 ] |
| 《不可能的任務：最終清算》 | 2025年5月23日  | 4億美元     | 1.79億美元  | 3.62億美元  | 5.41億美元  | [ 27 ] |
| 合計                       | 合計           | 15.19億美元 | 15.06億美元 | 31.72億美元 | 46.78億美元 | [ 28 ] |

## 外部連結
- 不可能的任務官方網站 （页面存档备份，存于）
- 不可能的任務的Instagram帳戶 （页面存档备份，存于）
- 不可能的任務的X（前Twitter）